# Бабаті (озеро)
Бабаті — озеро, знаходиться в Танзанії. Відоме завдяки популяції бегемотів, чисельність якої, однак, значно скоротилася в 2000-х роках через посухи.